# Fidélis de Andrade Botelho
Fidélis de Andrade Botelho  (Carrancas, 22 de outubro de 1832 — Leopoldina, 9 de setembro de 1913) foi um político brasileiro.
Foi presidente da provícia de Minas Gerais, de 2 de abril a 26 de setembro de 1864.